# レアンドロ・グリミ
レアンドロ・ダミアン・マルセロ・グリミ（Leandro Damián Marcelo Grimi、1985年2月9日 - ）は、アルゼンチン・サンロレンソ出身の元サッカー選手。現役時代のポジションはDF。
アルゼンチン・プリメーラ・ディビシオン・ラシン・クルブ所属。

## 略歴
2006-07シーズン冬の移籍市場にて、ディフェンスラインの若返りの一環として移籍金200万ユーロ（約3億円）でアルゼンチンのラシンからセリエAのACミランへ移籍したことで注目を集めた。しかし、ラシンでは出場機会が少ないこともありあまり活躍できなく、アルゼンチン国内では彼はACミランにふさわしくないのではないかと懐疑的な声もあがっている。
しかし、ラシンの前に所属していたアルゼンチン2部リーグのウラカンでは2年間で46試合11ゴールと活躍していた。このことがACミランが彼を獲得することを後押ししたものだと思われる。同クラブでは、カカ、グルキュフらと共にクラブの未来を背負う選手として期待されていたが、2007-08シーズンは同じセリエAのACシエーナへ期限付き移籍。2008年からはポルトガル・スーペル・リーガのスポルティングCPへレンタル移籍をしている。
その後、2008年夏にスポルティングCPに5年契約で完全移籍をする。

## その他
既にイタリア国籍を持っているためACミランは外国人枠を使うことなく獲得できた。
過去にACミランに所属した事のあるアルゼンチン人選手はロベルト・アジャラ、アンドレス・グリエルミンピエトロ、ホセ・アントニオ・チャモ、ファブリシオ・コロッチーニ、フェルナンド・レドンド、エルナン・クレスポ。